# Pass Strub
Der Pass Strub ist ein Talpass, 675 m ü. A. an der Grenze der österreichischen Bundesländer Salzburg und Tirol.
Über den Pass führt eine wichtige Verbindungsstraße, die Loferer Straße (B 178), die Lofer und Waidring verbindet. Die Straße steigt im Strubtal bis Waidring noch über 100 m an bzw. folgt dem Loferbach (Haselbach) Richtung Lofer.

## Geschichte

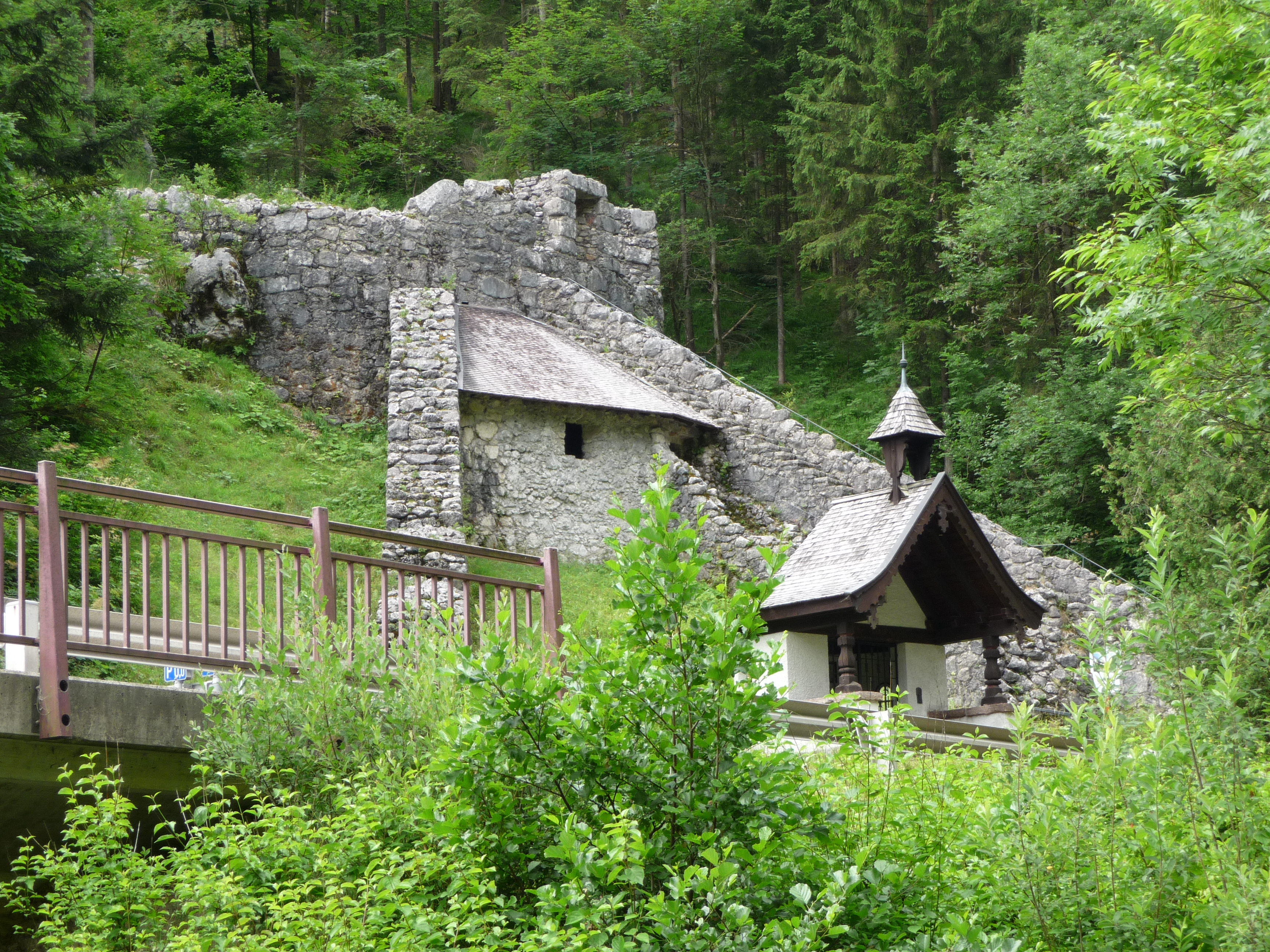
Ruine und Kapelle am Pass Strub

In dem Stockurbar der fürsterzbischöflichen Güter von 1606 wird ein alt, eingefallnes Schlößl, der Thurn in der Strub genannt, erwähnt. Nach der Grenzregulierung mit Tirol von 1606 gewann die Anlage an Bedeutung. 1621 ließ Erzbischof Paris Lodron zur Vorsorge im Dreißigjährigen Krieg den Pass neu befestigen. Dabei wurden zwei große gewölbte Durchfahrtstore errichtet, dazwischen war ein rechteckiger Raum. Im Torgebäude waren der Salz- und der Weinschreiber untergebracht. Im vorderen Teil Richtung Lofer war die Wachstube und die Türnitz. 1673 waren Ausbesserungsarbeiten notwendig geworden, die Anlage wurde neu verputzt und erhielt ein Scharschindeldach. Palisaden sperrten das Tal, wobei in Friedenszeiten der Schmuggel mit Alkohol, Salz, Tabak und Vieh unterbunden werden sollte. 1934 wurden bei Ausbauarbeiten der Straße auf der Tiroler Seite Kasematten gefunden.
Der befestigte Pass war mehrfach hart umkämpft. Im Jahr 1805, während der napoleonischen Kriege, konnten Salzburger und Tiroler Schützen hier einen Sieg über zahlenmäßig weit überlegene bayerische und französische Truppen unter dem Kommando des bayerischen Generals Deroy erringen. Im November 1805 wurde der Pass aber von dem regulären österreichischen Militär vor den anrückenden Truppen des Marschall Ney geräumt.
Auch im Jahr 1809, während des Tiroler Volksaufstandes unter Andreas Hofer, mussten die bayrischen Truppen die Einnahme des von zwei Schützenkompanien unter Rupert Wintersteller verteidigten Passes mit äußerst schweren Verlusten bezahlen. Aber am 11. Mai 1809 konnte die bayerische Division Wrede im fünften Anlauf die Stellung erobern. Letztendlich musste der Pass, der nur mehr von Tiroler Schützen verteidigt wurde, durch Kapitulation an Marschall Lefebvre übergeben werden. Daraufhin wurden die Befestigungsanlagen abgebrochen. Ein geplanter Neubau nach dem Anschluss Salzburgs an Österreich 1816 unterblieb jedoch. Erhalten sind heute noch das Wachthaus, Reste der Sperranlagen und ein Erinnerungsmonument an die Kämpfe gegen die Bayern und die Franzosen.
Die ursprüngliche Georgskapelle wurde 1809 von den Bayern gesprengt, aber 1830 an der alten Stelle wieder errichtet.
Der historisch belegte Jakobsweg über den Pass Strub wurde durch die Ausschilderung des Jakobswegs Salzburg 2005 neu belebt.

## Galerie

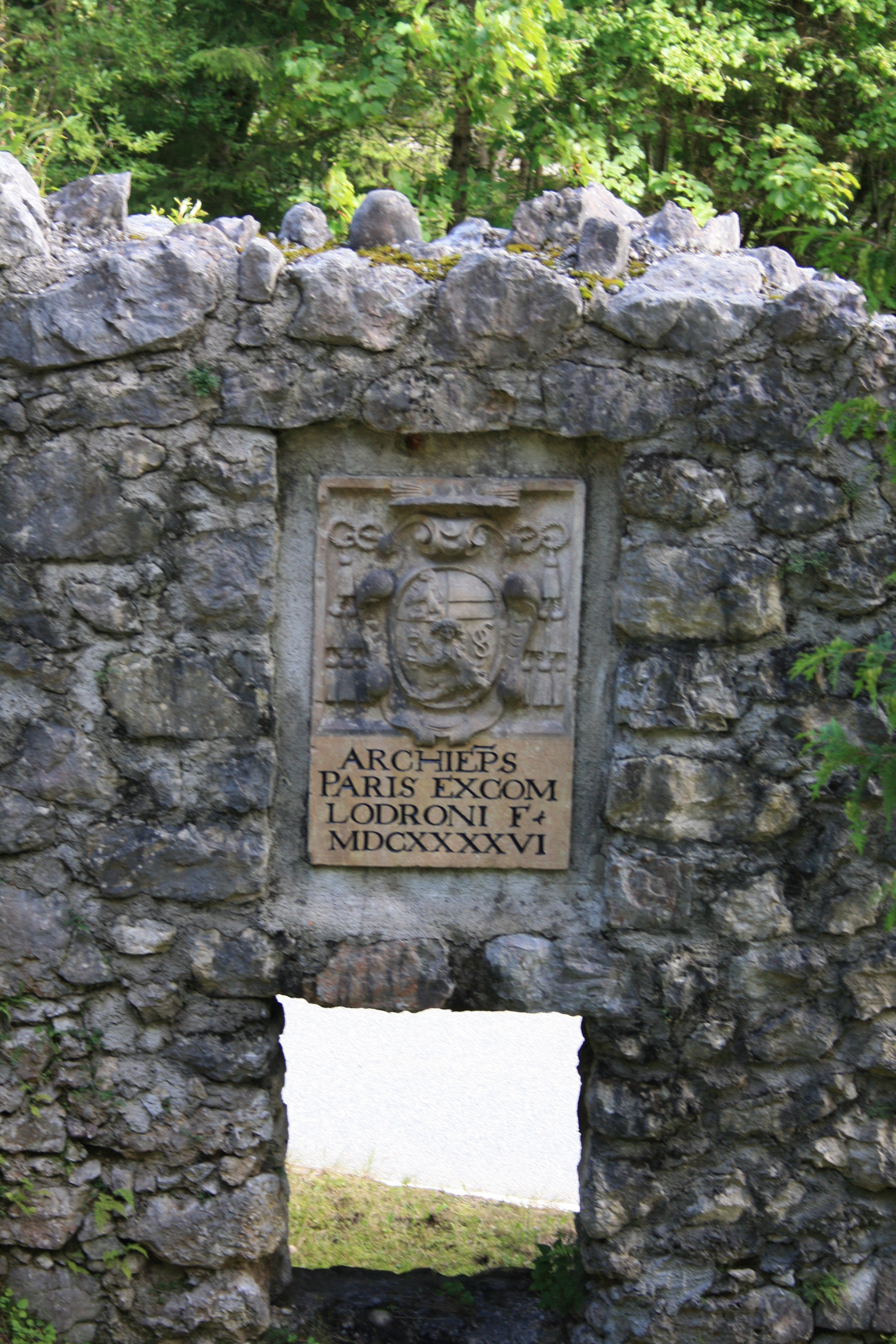
Festung, Detail
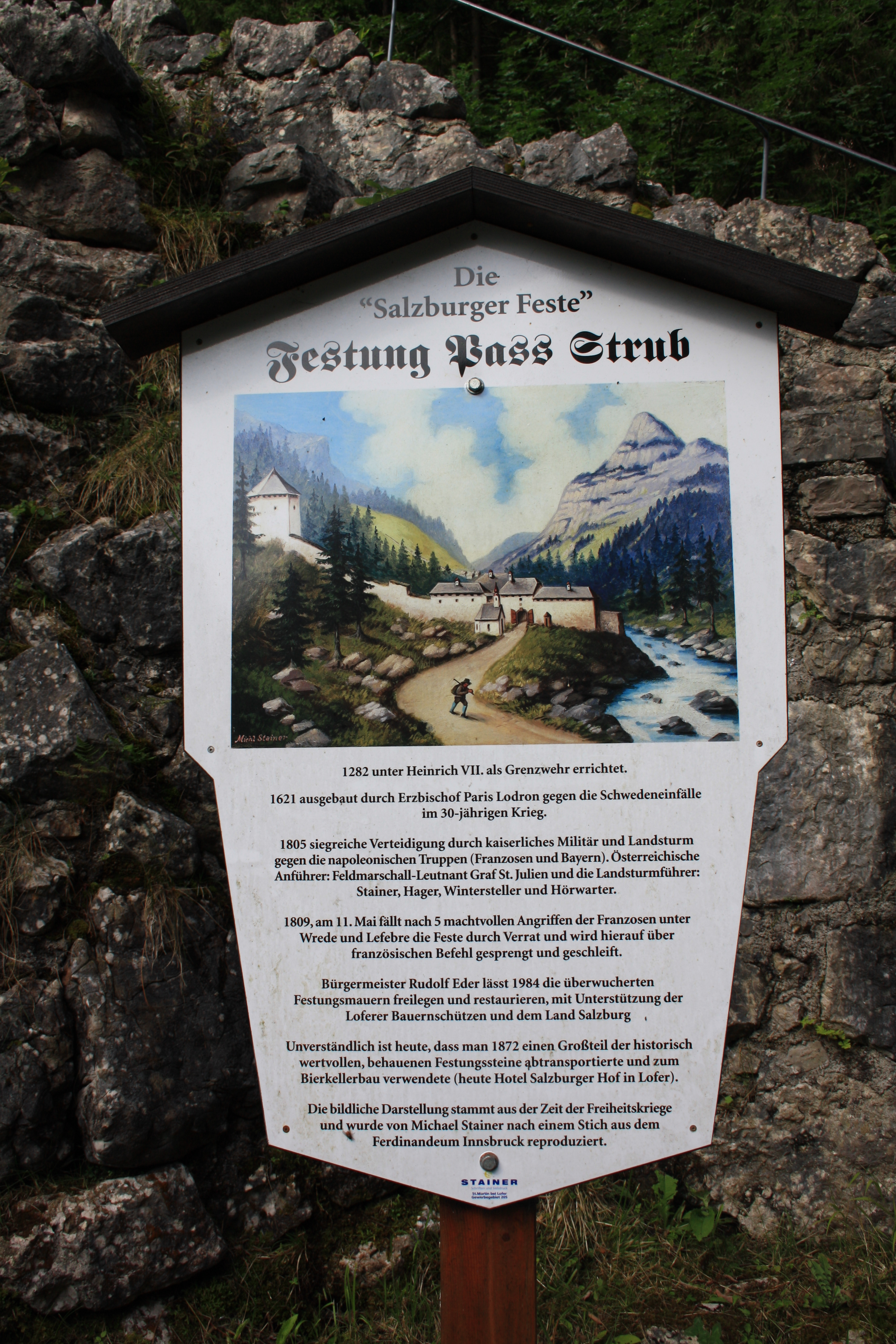
Informationstafel
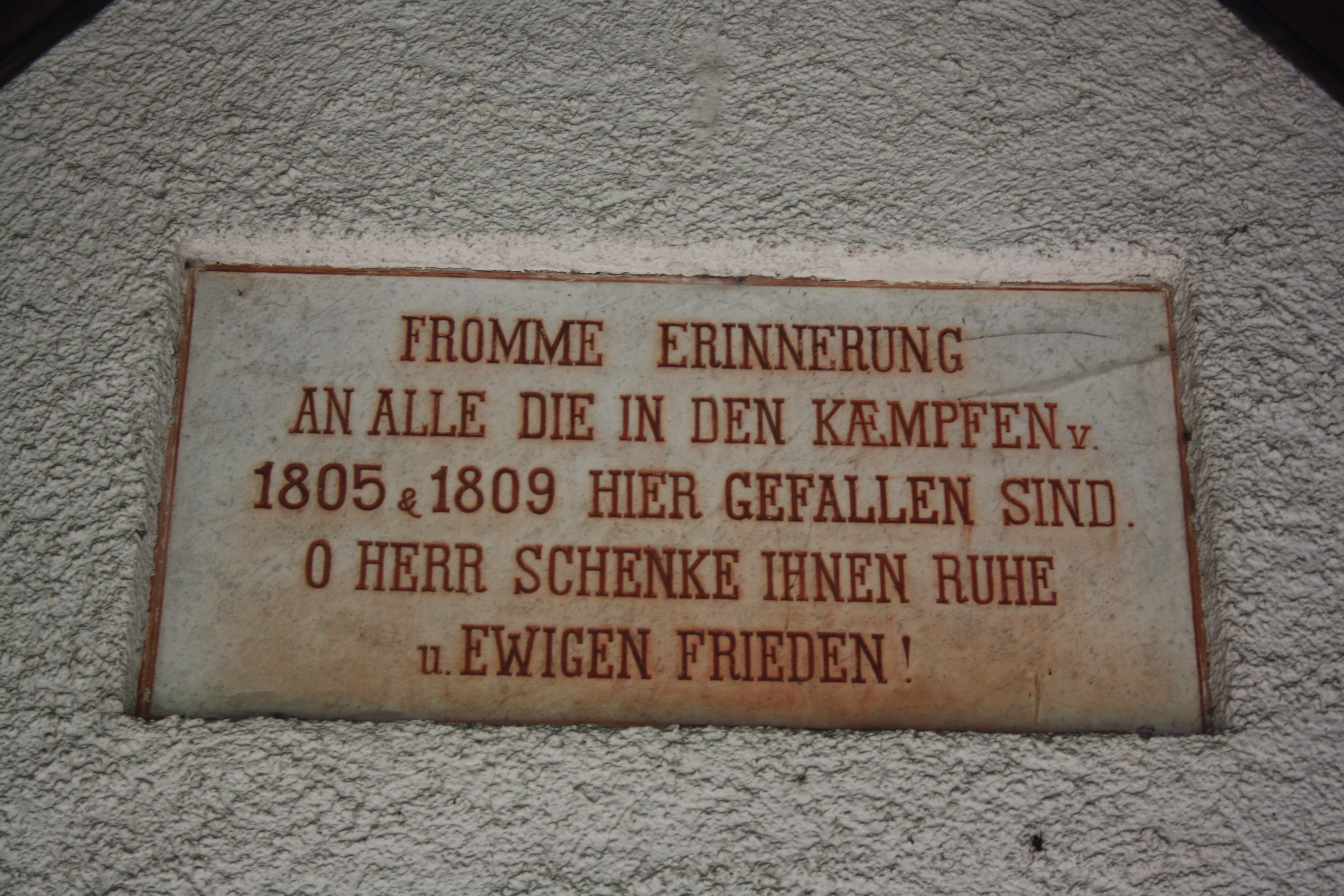
Inschrift in der Kapelle
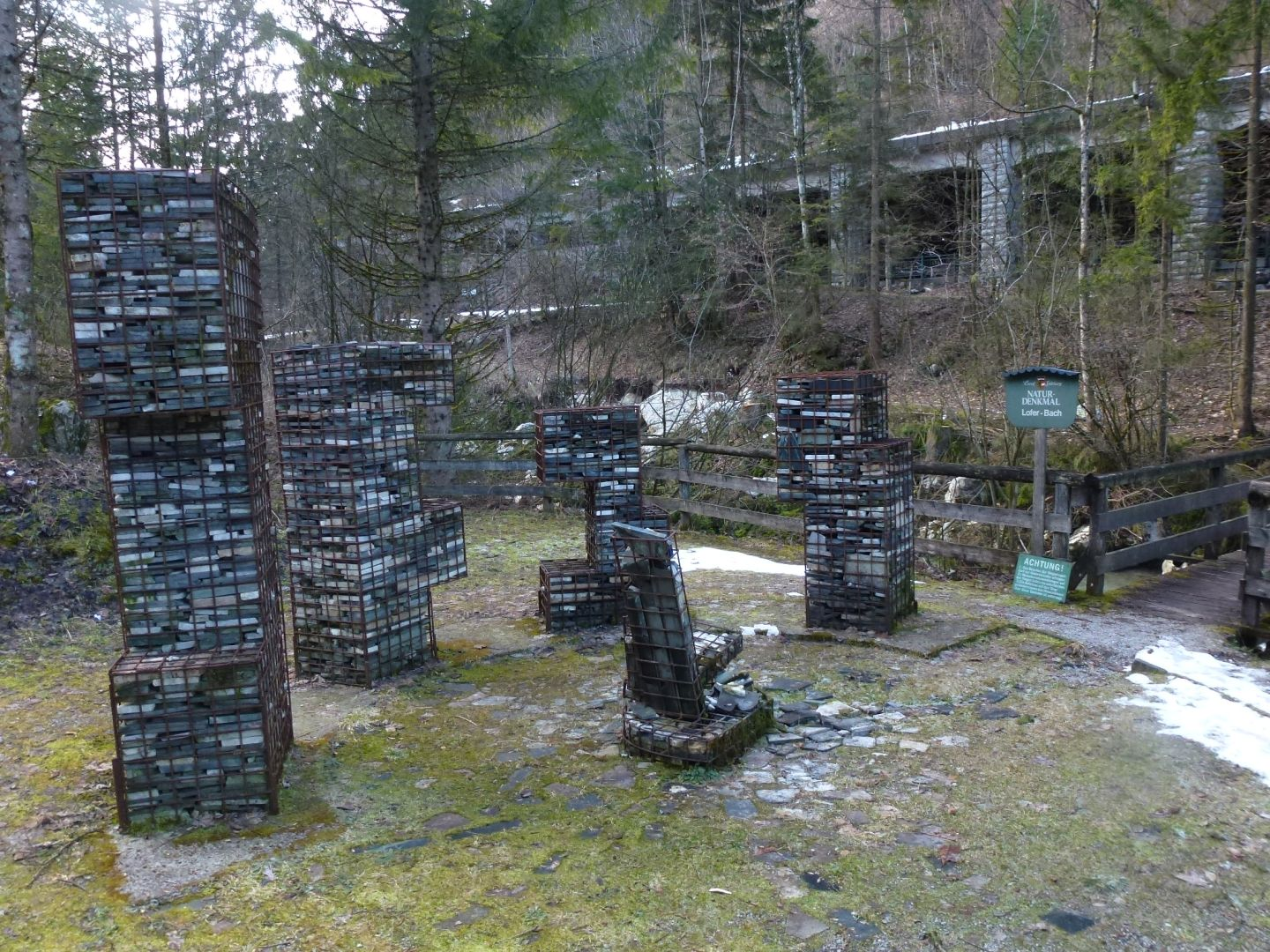
Kunstinstallation